# ماكس غانثر
ماكس غانثر (بالإنجليزية: Max Gunther)‏ هو صحفي أمريكي، ولد في 1927 في إنجلترا في المملكة المتحدة، وتوفي في 1998 في Mazarefes ‏ في البرتغال.